# Gueorgui Naydenov
Gueorgui Spirov Naydenov (en búlgaro: Георги Спиров Найденов) (Sofía, Reino de Bulgaria, 21 de diciembre de 1931 - Damasco, Siria, 28 de mayo de 1970), fue un futbolista búlgaro, se desempeñaba como guardameta. Considerado el mejor portero de la historia futbolística de su país, Naydenov era conocido por su ética de trabajo y su actitud en los entrenamientos y partidos.

## Fallecimiento
Naydenov falleció en Damasco, Siria, oficialmente según un ataque al corazón, aunque miembros de su familia aseguraron que había sido asesinado por orden del ministro del interior de Bulgaria, el cual tenía pensado unir a los clubes de Levski Sofia y Spartak Sofia.

## Clubes
| Club               | País     | Año         | Partidos | Goles |
| DSO Cherveno Zname | Bulgaria | 1949 - 1950 | 10       | 0     |
| FC Spartak Sofia   | Bulgaria | 1950 - 1955 | 84       | 0     |
| PFC CSKA Sofia     | Bulgaria | 1955 - 1965 | 176      | 0     |
| FC Spartak Sofia   | Bulgaria | 1966 - 1967 | 28       | 0     |

- Datos: Q2631159